# Katie Zaferes
Katie Zaferes (ur. 9 czerwca 1989 w Hampstead) – amerykańska triathlonistka, dwukrotna medalistka olimpijska, trzykrotna medalistka mistrzostw świata.
Dwukrotnie uczestniczyła w igrzyskach olimpijskich. W 2016 roku na igrzyskach w Rio de Janeiro zajęła 18. miejsce w rywalizacji olimpijskiej. Podczas igrzysk w Tokio zdobyła brązowy medal olimpijski w zawodach indywidualnych oraz srebrny w sztafecie mieszanej (wraz z nią amerykańską sztafetę stanowili: Kevin McDowell, Taylor Knibb i Morgan Pearson).
W latach 2017–2020 zdobyła trzy medale mistrzostw świata w triathlonie (dwa srebrne i jeden brązowy) w rywalizacji sztafet mieszanych.